# Alue Sundak (Arongan Lambalek)
Alue Sundak is een bestuurslaag in het regentschap Aceh Barat van de provincie Atjeh, Indonesië. Alue Sundak telt 285 inwoners (volkstelling 2010).